# Leeuwenbergia africana
Leeuwenbergia africana är en törelväxtart som beskrevs av Letouzey och Nicolas Hallé. Leeuwenbergia africana ingår i släktet Leeuwenbergia och familjen törelväxter. Inga underarter finns listade i Catalogue of Life.